# Phoenicia (Schiff)
Die Phoenicia war ein Passagierschiff der HAPAG und gehörte zur ersten Serie der sogenannten P-Dampfer. Sie war das größte bis dahin von der Werft Blohm & Voss gebaute Schiff und mit der Baunummer 103 erst das dritte Schiff, das die Hamburger Werft im Auftrag der größten Hamburger Reederei baute.
Die Phoenicia war vor allem für den Transport von Auswanderern in die Vereinigten Staaten gebaut worden. 1905 wurde sie während des Russisch-Japanischen Krieges nach Russland verkauft. Unter dem neuen Namen Kronstadt gehörte sie zuletzt zum sogenannten Wrangel-Geschwader, das Ende 1920 in Biserta interniert wurde. 1921 wurde das Schiff von der Französischen Marine angekauft, die die ehemalige Phoenicia als Werkstattschiff unter dem Namen Vulcain nutzte, bis sie 1937 abgebrochen wurde.

## Baugeschichte
Die Werft Harland & Wolff in Belfast bot 1893 der Hapag die Entwicklung neuer bedarfsgerechter Schiffstypen an. Gemeinsam entwickelte man die Kombischiffe der P-Klasse, die eine optimale Wirtschaftlichkeit versprachen. Auf der Ausreise sollten sie eine hohe Zahl von Auswanderern transportieren und bei der Rückreise neben Passagieren auch eine Vielzahl von Gütern aufnehmen können. Der Ursprungsplan sah den Transport von lebenden Tieren und von Gefrierfleisch vor. Gleichzeitig wurde vereinbart, dass Harland & Wolff Pläne für den Nachbau der Schiffe in Deutschland zur Verfügung stellen sollte. So ergingen Aufträge für zwei Schiffe an die Entwicklungswerft, die 1894 als Prussia und Persia ausgeliefert wurden. Nach abgewandelten Plänen sollten drei weitere Schiffe in Deutschland entstehen, von denen der Stettiner Vulcan die Patria und die Palatia lieferte. Den Auftrag für das vierte Schiff der Serie erhielt die aufstrebende Werft Blohm & Voss, die in der Folgezeit weitere Schiffe nach den Plänen der Belfaster Werft fertigte. Blohm & Voss hatte bis dahin nur 1889 die 2.052 BRT große Croatia und 1891 die 2.884 BRT große Virginia im Auftrag der Hapag gebaut.

## Einsatz derPhoeniciabei der Hapag
Die Hapag übernahm die Phoenicia am 29. Dezember 1894 als viertes Schiff der Klasse. Am 15. Januar 1895 trat sie ihre Jungfernfahrt von Hamburg nach New York an. Die Phoenicia blieb auf dieser Strecke bis 1900 im Einsatz und führte jährlich meist acht Rundreisen durch. Auf der Ausreise wurde ab 1899 in der Regel auch Boulogne-sur-Mer angelaufen. Ihre Passagierkapazität wurde dabei kaum ausgelastet. Im Frachtbereich gab es Änderungen, da die Einfuhr von lebenden Tiere und von Gefrierfleisch in das Deutsche Reich durch die deutschen Fleischbeschaugesetze verhindert worden war. Dazu kam, dass die Hapag mit den großen P-Dampfern vom Typ der Pennsylvania und den Dampfern der A-Klasse und den ebenfalls größeren der B-Klasse, wie der Bulgaria, viel moderne Schiffe auf der Nordatlantik-Strecke neben den älteren Schnelldampfern in Dienst stellte. Die Reederei verkaufte wegen dieses großen Bestandes daher zwei der kleinen P-Dampfer 1898 nach Großbritannien; außerdem ging die Patria im November 1899 durch einen Großbrand im Kanal verloren.
Die Phoenicia wurde im Juni 1900 in Hoboken (New Jersey) Zeuge eines Großbrandes an den Kaianlagen des NDL, dem der Schnelldampfer Saale sowie die Dampfer Bremen und Main zum Opfer fielen. Rettungsbooten der Phoenicia gelang es, viele der über Bord gesprungenen Passagiere und Besatzungsmitglieder der brennend im Hudson treibenden Saale zu retten.
Am 4. August 1900 verließ die Phoenicia Wilhelmshaven als Truppentransporter nach China, als das Deutsche Reich ein großes Kontingent entsandte, um im Zusammenwirken mit anderen Staaten in China den Boxeraufstand niederzuschlagen.
1901 kehrte das Schiff auf die Nordatlantikroute zurück. Am 11. April 1902 erfolgte der erste Einsatz der Phoenicia auf der Strecke von Genua über Neapel nach New York, die sie dann zusammen mit ihrem Schwesterschiff Palatia und der Scotia (1890, 2558 BRT, ex Grimm Hansa Line) bediente. Der Erfolg der Linie veranlasste die Hapag, die moderneren und vorrangig für den Passagierdienst gebauten Prinz Oskar und Prinz Adalbert auf der Linie einzusetzen und die Phoenicia kehrte nach einer letzten Fahrt ab dem 31. Mai 1903 wieder auf ihre Stammlinie zurück.
Als im Januar 1904 die norwegische Stadt Ålesund abbrannte und 800 Holzhäuser dem Feuer zum Opfer fielen, setzte sich der Deutsche Kaiser Wilhelm II. für eine schnelle Hilfe ein, um die obdachlosen Einwohner zu versorgen. Nach dem schon am folgenden Tag eintreffenden Panzerkreuzer Prinz Heinrich und weiteren Einheiten der Marine trafen auch Handelsschiffe wie die Phoenicia mit Hilfsgütern ein und dienten vor Ort zeitweise als Wohnschiffe.
Am 29. Oktober 1904 verließ die Phoenicia letztmals den Hamburger Hafen zu einer Reise über Dover nach New York. Nach der Rückkehr von dieser Rundreise ging das inzwischen nach Russland verkaufte Schiff in die Werft, um umgebaut zu werden.

## Schicksal der Schwesterschiffe
| Stapellauf in Dienst  | Name    | Tonnage   | Werft                      | Schicksal |
| --------------------- | ------- | --------- | -------------------------- | --- |
| 15.11.1893 31.05.1894 | Prussia | 5.795 BRT | Harland & Wolff BauNr. 281 | 28. Juni 1894 Jungfernfahrt nach New York, 1898 verkauft an die Dominion Line und in Dominion umbenannt, 1922 Abbruch |
| 8.05.1894 21.06.1894  | Persia  | 5.796 BRT | Harland & Wolff BauNr. 282 | 15. Juli 1894 Jungfernreise nach New York, 1898 verkauft an die Atlantic Transport Line, die in der Massachusetts-Klasse fast identische Schiffe besaß, und in Minnewaska umbenannt, 1898 schon nach drei Reisen weiterverkauft an United States Army und umbenannt in Thomas, 1928 Abbruch |
| 25.08.1894 8.11.1894  | Patria  | 6.664 BRT | Vulcan Stettin BauNr. 216  | 28. November 1894 Jungfernreise nach New York, 15. November 1899 im Kanal ausgebrannt, am 17. vor Deal gesunken |
| 8.12.1894 17.04.1895  | Palatia | 6.687 BRT | Vulcan Stettin BauNr. 217  | 28. April 1895 Jungfernreise nach New York, am 5. Juni 1895 befuhr sie als erstes großes Schiff probeweise den Kaiser-Wilhelm-Kanal, am 31. August 1900 als Truppentransporter von Bremerhaven nach Ostasien, Rückkehr am 9. August 1901, am 10. Mai 1902 erste Reise von Genua nach New York, erhielt 1904 für einen Truppen- und Pferdetransport nach Swakopmund als erstes deutsches Schiff einen Fahrstuhl, um Pferde, die in Stallungen im Schiffsraum lagen, täglich an Deck zu schaffen, wo sie während der Seereise auf besonderen Holzbahnen spazierengeführt wurden, 1905 nach Russland verkauft als Hilfskreuzer und Minenschulschiff Nikolaiev, 1917 in Norodovoletz umbenannt, am 6. Juni 1920 in Petrograd gekentert, verschrottet |

## Russisches WerkstattschiffKronstadt

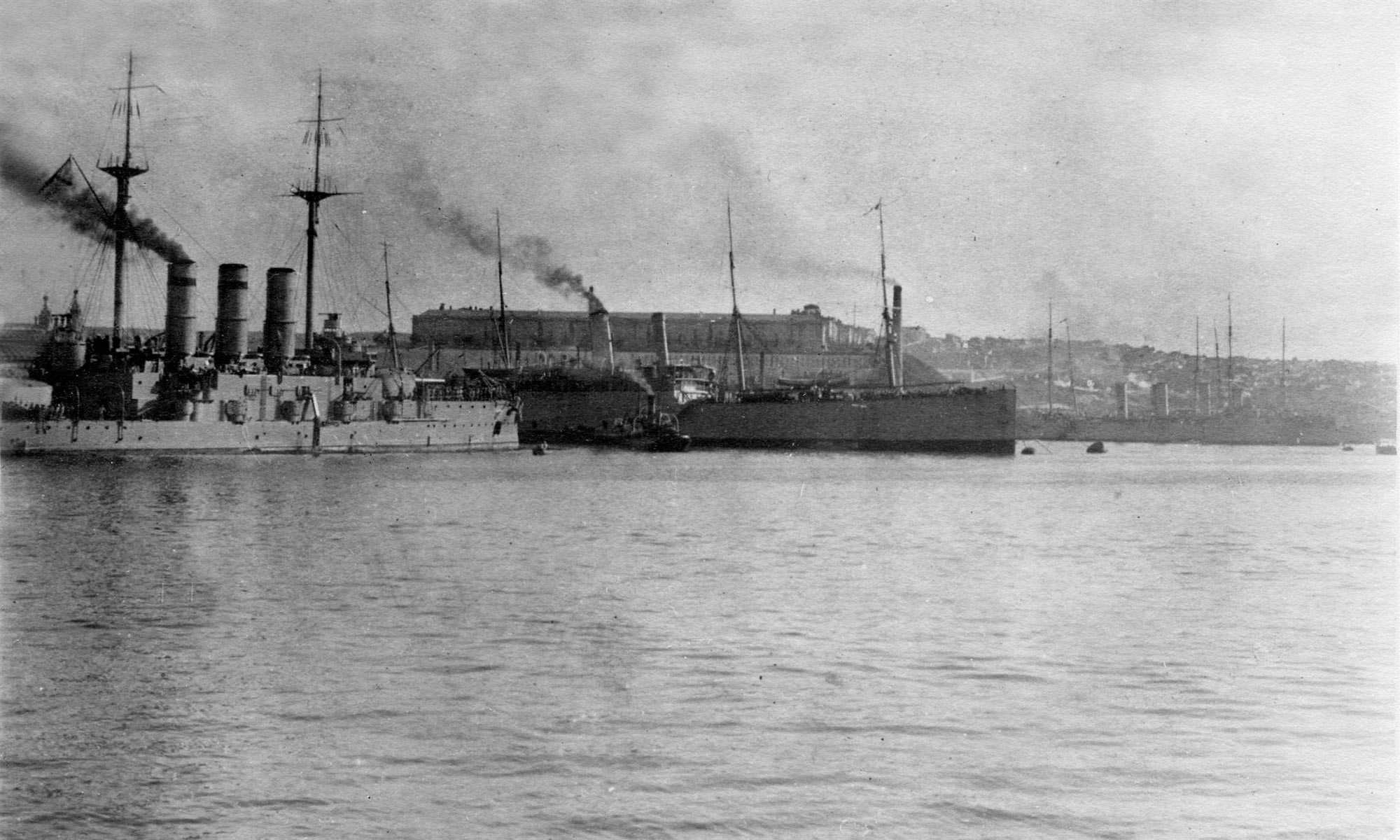
Das Linienschiff Evstafiy und die Kronstadt

Im Herbst 1904 wurde die Phoenicia an die russische Regierung verkauft und dann auf der Werft von Blohm & Voss zu einem Werkstattschiff mit dem Namen Kronstadt (russ. Кронштадт) umgebaut. Schon kurz nach der Übergabe an die Kaiserlich Russische Marine am 1. Mai 1905 erfolgte deren Niederlage bei Tsushima. Die Kronstadt wurde der russischen Schwarzmeerflotte zugeteilt.
Als deutsche Truppen in den Wirren des russischen Bürgerkriegs am 1. Mai 1918 Sewastopol besetzten und am Folgetag ein türkisches Geschwader dort einlief, prüfte man, was von den dort vorhandenen russischen Schiffen noch nutzbar sei. Die Kronstadt wurde als stationäres Werkstattschiff unter dem Namen Fleiss von der deutschen Marine in Dienst genommen. Im April 1919 wurde das Schiff dann von den Weißgardisten übernommen und erhielt wieder seinen russischen Namen Kronstadt. Mit dem sogenannten Wrangel-Geschwader verließ die Kronstadt im November 1920 die Krim und lief durch das Schwarze Meer nach Konstantinopel und dann weiter in das Mittelmeer. Ende 1920 wurde das russische Geschwader dann im französischen Marinestützpunkt Biserta (Tunesien) interniert.

## Verbleib
Das 26 Jahre alte, in Biserta internierte Schiff wurde 1921 von der französischen Marine angekauft und unter dem Namen Vulcain als Werkstatt- und Ausbildungsschiff genutzt. 1937 wurde das inzwischen 43 Jahre alte Schiff verschrottet.